# Henriette Chardak
Henriette Chardak est une journaliste, réalisatrice et auteure française.

## Biographie

### Enfance
En sixième, elle réalise un dessin animé et un court-métrage en Super 8. Elle en réalise de nombreux autres jusqu'au baccalauréat. Elle travaille en usine pour se payer sa première caméra.

### Études
Elle est diplômée du conservatoire de musique de Besançon et de l'école de journalisme de Strasbourg, mais se revendique « autodidacte ». Elle est également licenciée en journalisme, presse écrite et audiovisuelle, techniques de l’information et anglais de l'université de Strasbourg. En parallèle de ses études, elle fait de l'équitation et du café-théâtre. Elle a notamment comme professeurs le criminologue Jacques Léauté et l'économiste Jean-Paul Fitoussi. Elle tente d'intégrer l'IDHEC mais échoue à cause d'un accident de moto.

### Carrière
Elle débute aux Dernières Nouvelles d'Alsace comme journaliste et dessinatrice. Elle publie également dans Le Point et Ciel et Espace.
Elle participe aux débuts de Radio Nova, et chronique également sur Ici et Maintenant !.
Elle rencontre ensuite le réalisateur Ken Russell, qu'elle suit en Angleterre. Elle fait également la connaissance de Roger Daltrey, de The Who.
Voulant devenir assistante à la réalisation, elle est finalement embauchée à Antenne 2 par Armand Jammot. Elle devient également scénariste pour la chaîne et réalise de nombreuses productions.
Après que le service public a abandonné la production interne, Henriette Chardak diversifie son parcours et devient aussi peintre, auteur-compositeur, metteur en scène, photographe et scénariste. Elle collabore actuellement à la web-radio Altermusica.
Elle a en outre effectuée deux passages dans l'émission On n'demande qu'à en rire les 14 et 19 septembre 2011.

## Ouvrages

### Biographies, romans biographiques et historiques
- Kepler, le chien des étoiles, Paris, Séguier, 1989  (ISBN 2-87736-046-6).
- Élisée Reclus. L'homme qui aimait la Terre, éditions Stock, 1997.
- Tycho Brahe, l'homme au nez d'or, collection Les rêveurs du ciel, Presses de la Renaissance, 2004  (ISBN 978-2856169780).
- Kepler, le visionnaire de Prague, collection Les rêveurs du ciel, Presses de la Renaissance, 2004  (ISBN 978-2856169797).
- Élisée Reclus : un encyclopédiste infernal !, L'Harmattan, 2006.
- L'Énigme Pythagore, Presses de la Renaissance, 2007, 455 p.  (ISBN 978-2750901325).
- Andreas Vesalius : chirurgien des rois, préface de Jean-Didier Vincent, Presses de la Renaissance, 2008, 513 p.  (ISBN 978-2750903961).
- Cervantès : Plume du diable et ambassadeur de Dieu, Presses de la Renaissance, 2009, 516 p.  (ISBN 9782750905194)[3].
- Le mystère Rabelais, éditions du Rocher, 2011, 507 p.  (ISBN 978-2268071039).
- La passion secrète d'une reine, Le Passeur éditeur, 2013, 485 p.[4].
- Taül et les pierres de foudre, avec Henry de Lumley, éditions de l'Archipel, 2014, 400 p.  (ISBN 978-2809814668).
- L'oubliée de Salerne, édition Le Passeur, 2023.
- Anatole France une résurrection, édition Le Passeur, 2024, 862 p.  (ISBN 978-2-38521-026-7).

### Roman
- Dépossédée, Presses de la Renaissance, 2006  (ISBN 978-2750901905).

## Théâtre
- Ration de Gènes, mise en scène à Autun, avec Chantal Banlier
- Cœurs féroces.
- Le pain de la nuit.
- La sentence.
- La bataille du ciel de 1601.

## Chansons
- Aller-retour.
- Charitibizness.
- GainsbaREMINISCENCE.
- Le non de Lennon.
- Songe à l’île.
- Travers d'amour.

## Cinéma

### Récompenses
- Nomination au Festival de Cannes pour Où sont passés les clowns[5].
- Hugo d'or 1989 de la meilleure production télévisuelle au Festival international du film de Chicago, pour Chicagogo[6].
- Prix Robert Altman pour Chicagogo[7].